# Mecodina apicia
Mecodina apicia là một loài bướm đêm trong họ Erebidae.